# Trần Thương
Trần Thương (chữ Hán phồn thể:陳倉區, chữ Hán giản thể: 陈仓区) là một quận của địa cấp thị Bảo Kê, tỉnh Thiểm Tây, Trung Quốc. Quận này có diện tích 2577 km2, dân số năm 2002 là 650.000 người. Dân số có hộ tịch là 590.500 người. Dân số nông dân là 500.700 người, dân số phi nông nghiệp là 89.800 người, nam giới 30,86 vạn, nữ giới 28,19 vạn. Tỷ lệ sinh là 7,14‰，tỷ lệ tử vong là 5,47‰. Quận Trần Thượng được chia thành 18 trấn và hương. 